# Escalerillas, Santa María del Río
Escalerillas är en ort i Mexiko.   Den ligger i kommunen Santa María del Río och delstaten San Luis Potosí, i den centrala delen av landet, 300 km nordväst om huvudstaden Mexico City. Escalerillas ligger 1 696 meter över havet och antalet invånare är 124.
Terrängen runt Escalerillas är huvudsakligen kuperad, men söderut är den platt. Escalerillas ligger nere i en dal. Runt Escalerillas är det ganska glesbefolkat, med 22 invånare per kvadratkilometer. Närmaste större samhälle är Santa María del Río, 8,2 km väster om Escalerillas. Omgivningarna runt Escalerillas är i huvudsak ett öppet busklandskap.